# Aboleiro
Aboleiro S.A. war ein spanischer Hersteller von Automobilen.

## Unternehmensgeschichte
Das Unternehmen aus der Calle Fortuny in Madrid übernahm 1985 eine Lizenz von CBA und begann mit der Produktion von Automobilen. 1987 endete die Fertigung.

## Fahrzeuge
Das Unternehmen stellte geschlossene Lieferwagen her, die optisch Lieferwagen aus vergangenen Jahrzehnten ähnelten. Die Fahrzeuge entstanden auf dem Fahrgestell der Citroën Dyane, verfügten somit über einen Zweizylinder-Boxermotor.